# Václav Chaloupecký
Václav Chaloupecký (12. května 1882 Dětenice – 22. listopadu 1951 Dětenice) byl český historik, hlavní představitel historiků na Slovensku meziválečného období, žák prof. Josefa Pekaře. Ve studentském období i básník v okruhu anarchistických buřičů pod pseudonymem Banjom.

## Život
V letech 1903–1907 studoval na Filozofické fakultě UK (zde také doktorát 1907). V téže době publikoval modernistickou poezii pod pseudonymem Banjom a byl členem Volného sdružení literárního Syrinx. Po absolutoriu pracoval jako lobkovický archivář a knihovník v Roudnici nad Labem (1907–1919). Následně byl jmenován státním inspektorem slovenských archivů a knihoven (1919–1938), paralelně docent (1922) a řádný profesor (1922–1938) československých dějin na Univerzitě Komenského v Bratislavě. Na bratislavské univerzitě vykonával řadu akademických funkcí (mj. 1929–1930 děkan, 1930–1931 proděkan filozofické fakulty, v letech 1937–1938 rektor, 1938–1939 prorektor univerzity), v roce 1939 se stal řádným profesorem na pražské FF UK, kde přednášel (s výjimkou válečných let) do roku 1951.
Jeho zásluhy ve vědním oboru československé dějiny byly oceněny členstvím v České akademii věd a umění (řádným členem zvolen 5. března 1938, mimořádným 23. dubna 1932, v letech 1946-1951 tajemník I. třídy ČAVU) a Královské české společnosti nauk (mimořádný člen od 1939, dopisujícím se stal 7. ledna 1925). Byl čestným členem Rumunské akademie věd, působil také v Československé radě badatelské, kde od roku 1935 zastával funkci předsedy jejího historického odboru a v Učené společnosti Šafaříkově.

## Dílo
- Jan IV. z Dražic, poslední biskup pražský (1908)
- František Palacký (1912)
- Dvě úvahy o národním probuzení na Slovensku (1920)
- K nejstarším dějinám Bratislavy (1922)
- Československé dějiny (1922)
- Staré Slovensko (Sp. fil. fak. Brat. 1923)
- Unsere Grenze gegen Ugarn (1923)
- Das historische recht der magyarischen Nation auf die territoriale Integrität (1923)
- Na úsvitě křesťanství (1924)
- Dvě studie k dějinám Podkarpatska (1925)
- Padělky staroslovenských zpěvů historických (1925)
- K dějinám valdenských v Čechách před hnutím husitským (1925)
- Česká hranice východní koncem XI. století (1926)
- Slovenské diaecese a tak řečená apoštolská práva uherská (1928)
- Martinská deklarace a její politické osudy (1928)
- O znaku Slovenska (1929)
- Nitra a počátky křesťanství na Slovensku (1930)
- Zápas o Slovensko – 1918 (1930)
- Der modus vivendi und die Slowakei (1931)
- Kniha Žilinská (1934)
- Svatý Vojtěch a slovanská liturgie (1934)
- Universita Petra Pázmánya a Slovensko (1935)
- Středověké listy ze Slovenska. Sbierka listov a listín písaných jazykom národným z rokov 1462-1490 (1937)
- Počátky státu českého a polského (1937)
- Svatováclavský sborník (1939)
- Arnošt z Pardubic: první arcibiskup pražský (1346-1364) (1941)
- Na úsvitě křesťanství (1942)
- Odkaz minulosti české (1946)
- Karel IV. a Čechy, in: Vlastní životopis Karla IV., Melantrich (1946), s. 5–87
- Valaši na Slovensku (1947)
- Karlova universita v Praze 1348 až 1409 (1948)
- Středověké legendy prokopské: jejich historický rozbor a texty (1953)